# یواس‌اس آیلند بل (۱۸۶۱)
یواس‌اس آیلند بل (۱۸۶۱) (به انگلیسی: USS Island Belle (1861)) یک کشتی بود که طول آن ۱۰۰ فوت (۳۰ متر) بود.